# Paek Myong-suk
Paek Myong-suk (ur. 24 lutego 1954) – północnokoreańska siatkarka, medalistka igrzysk olimpijskich i mistrzostw świata.
Wraz z reprezentacją Korei Północnej zajęła 3. miejsce na mistrzostwach świata 1970 rozgrywanych w Bułgarii. Wystąpiła na letnich igrzyskach olimpijskich 1972 w Monachium, podczas których zagrała jedynie w zwycięskim meczu o brązowy medal z Koreą Południową.